# Andy Chrisman
Andy Chrisman (nascido James Andrew Chrisman, 17 de maio de 1966, Waco, Texas) é um cantor norte-americano de música cristã contemporânea. É conhecido por ter feito parte do grupo musical norte-americano gospel 4HIM até 2006.

## Biografia
É casado com Jackie e tem dois filhos, Lucas Andrew e Kayleigh Hope. É também líder de adoração na Church On The Move em Tulsa, Oklahoma.

## Discografia
4Him
- 4Him (1990)
- Face the Nation (1991)
- The Basics of Life (1992)
- The Season of Love (1993)
- The Ride (1994)
- The Message (1996)
- Obvious (1998)
- Hymns: A Place of Worship (2000)
- Walk On (2001)
- Visible (2003)
- Encore... For Future Generations (2006)

Solo
- One[2] (2004)